# 澳門巴士37T路線
澳門巴士37T路線是由新福利經營，往返湖畔大廈及雞頸馬路的臨時巴士路線。

## 簡介及歷史

### 39路線
- 本線於2011年8月1日前由澳巴及新福利聯營。
- 2011年8月1日後，獲配路線號為39，並由新福利獨營。

### 孝思接駁專線
- 2012年12月18日，39編號改為由湖畔大廈往返亞馬喇前地使用，本線繼續回復無編號狀態。[1]
- 交通事務局曾計劃編號為37X，後來取消編號計劃，新福利內部編號為37S。

### 37T路線
- 2018年4月21日起，為配合實施巴士新收費，路線編號改為37T。
- 2019年10月7日起，新增停靠“新孝思臨時站”。

## 使用車輛
2019年起：
- 蘇州金龍KLQ6108GQE5

2020年起：
- 蘇州金龍KLQ6108GQE5
- 蘇州金龍KLQ6960GQE5
- 三菱Rosa

2022年4月：
- 蘇州金龍KLQ6108GQ28E4
- 蘇州金龍KLQ6960GQE5

2022年10月：
- 蘇州金龍KLQ6108GQ28E4
- 蘇州金龍KLQ6960GQE5

2023年4月：
- 蘇州金龍KLQ6108GQE5
- 蘇州金龍KLQ6116GHEV
- 蘇州金龍KLQ6116GHEV1
- 蘇州金龍KLQ6116GHEV2

2023年10月：
- 蘇州金龍KLQ6106GHEV

2024年4月：
- 蘇州金龍KLQ6106GHEV1

2024年10月：
- 蘇州金龍KLQ6106GHEV
- 蘇州金龍KLQ6116GHEV1

2025年4月：
- 蘇州金龍KLQ6106GHEV1
- 蘇州金龍KLQ6106GHEV2

## 電牌
- 本線開設至今一直顯示為「孝思接駁專線」，而非顯示實際目的地

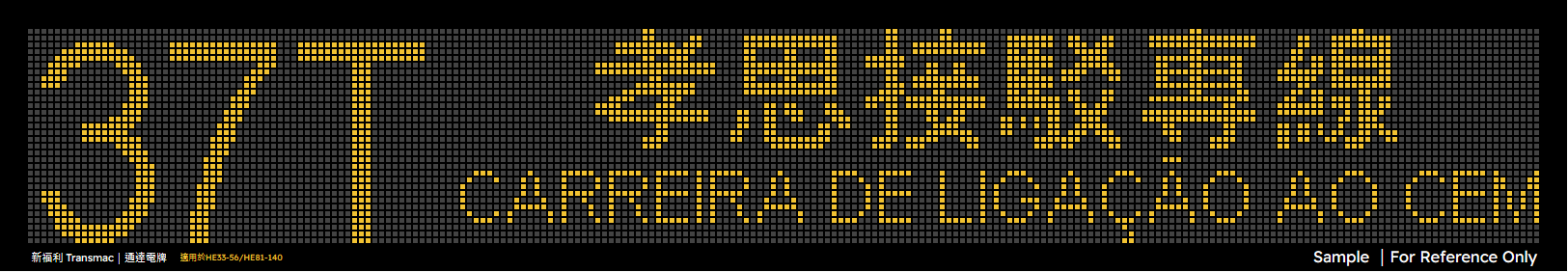

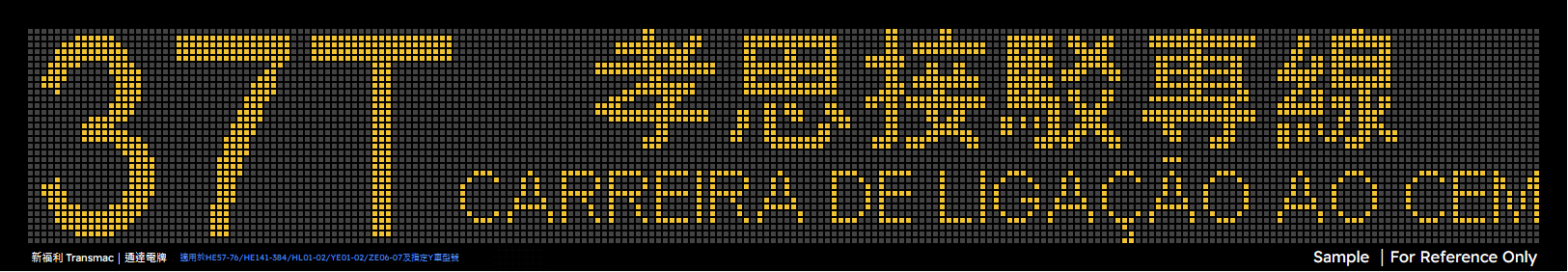

## 路線資料

### 收費
- 免費

### 服務時間及班距
| 服務時間 | 清明節及重陽節 |
| -------- | -------------- |
| 湖畔大廈 | 08:30-18:00    |
| 班距     | 8-25分鐘       |

### 路線停站
| 37T  | 湖畔大廈 ↺ 雞頸馬路 | 湖畔大廈 ↺ 雞頸馬路 |
| 序號 | 循環線              | 循環線              |
| 序號 | 站號                | 站名                |
| 1    | T408/3              | 湖畔大廈            |
| 2    |                     | 雞頸馬路臨時站      |
| 3    | T401                | 雞頸馬路／孝思-1    |
| 4    | T410                | 雞頸馬路／孝思-2    |
| 5    | T314                | 信虹花園            |
| 6    | T408/3              | 湖畔大廈            |

## 客量
根據2020年公報，本線在2019年度尖峰時段共開出317班，乘車人次為63,492人次，平均每班接載高達200.3人次。

## 圖片集

### 無編號時期

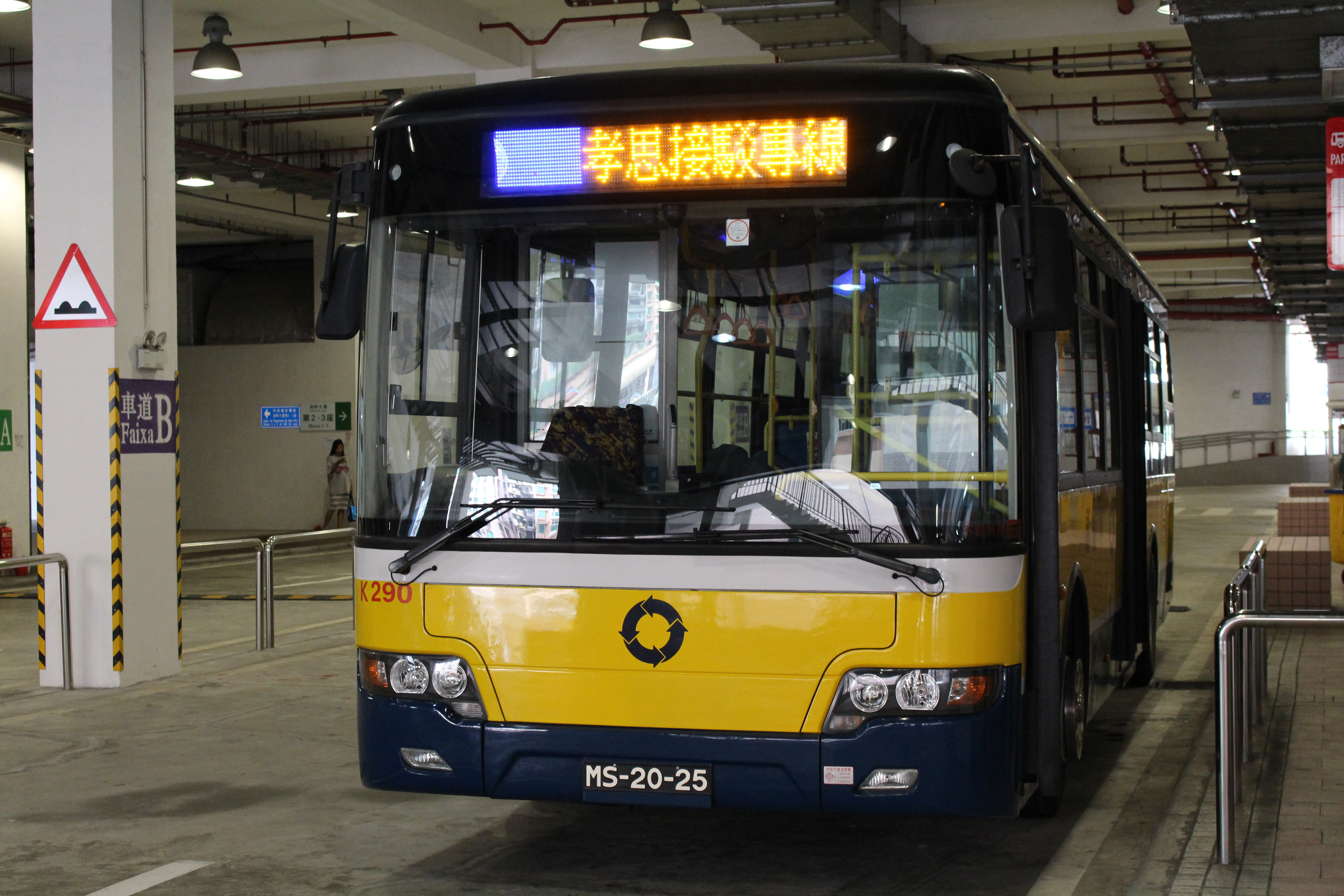
蘇州金龍KLQ6108GQ28E4

### 37T路線時期

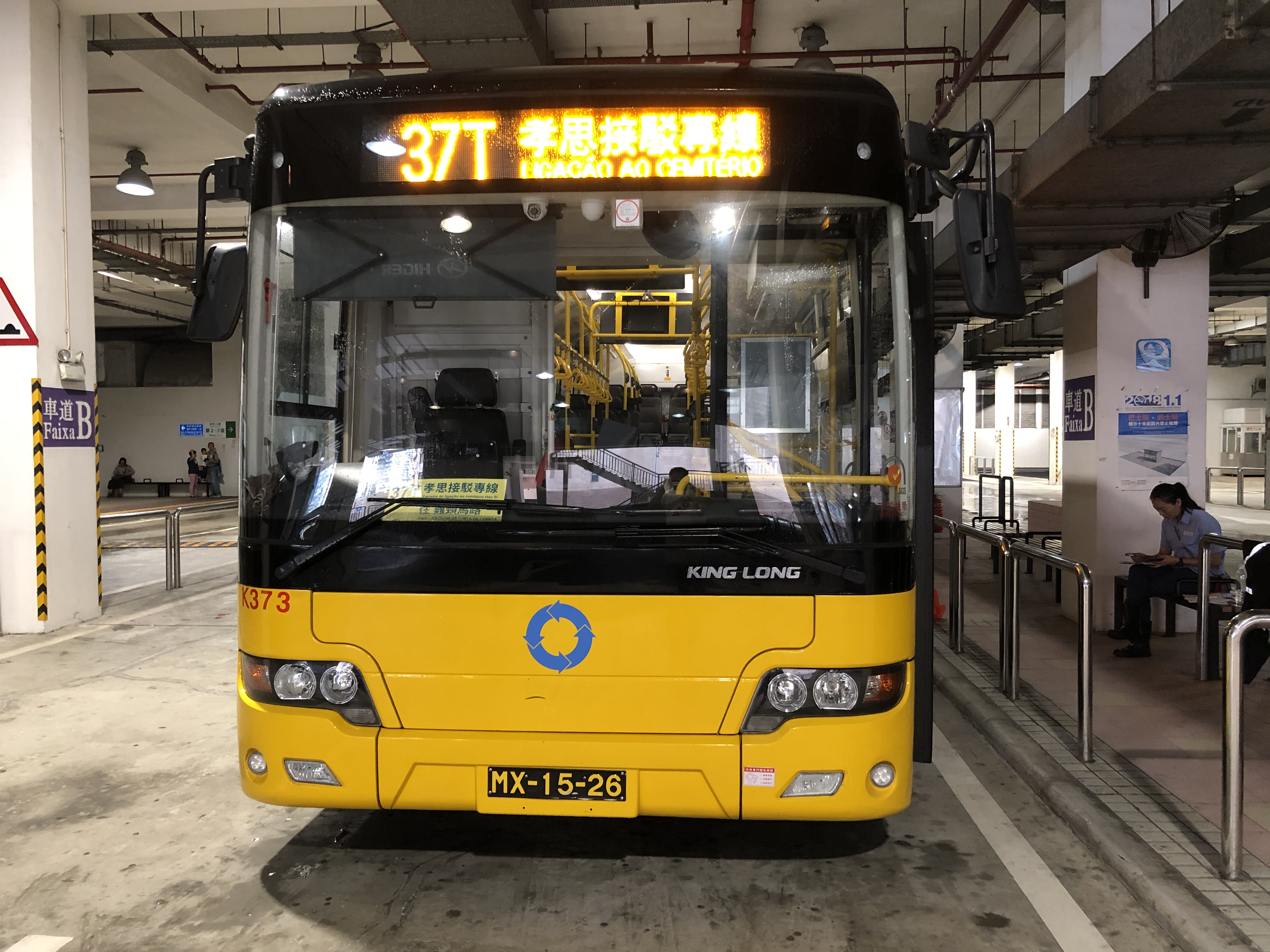
蘇州金龍KLQ6108GQE5
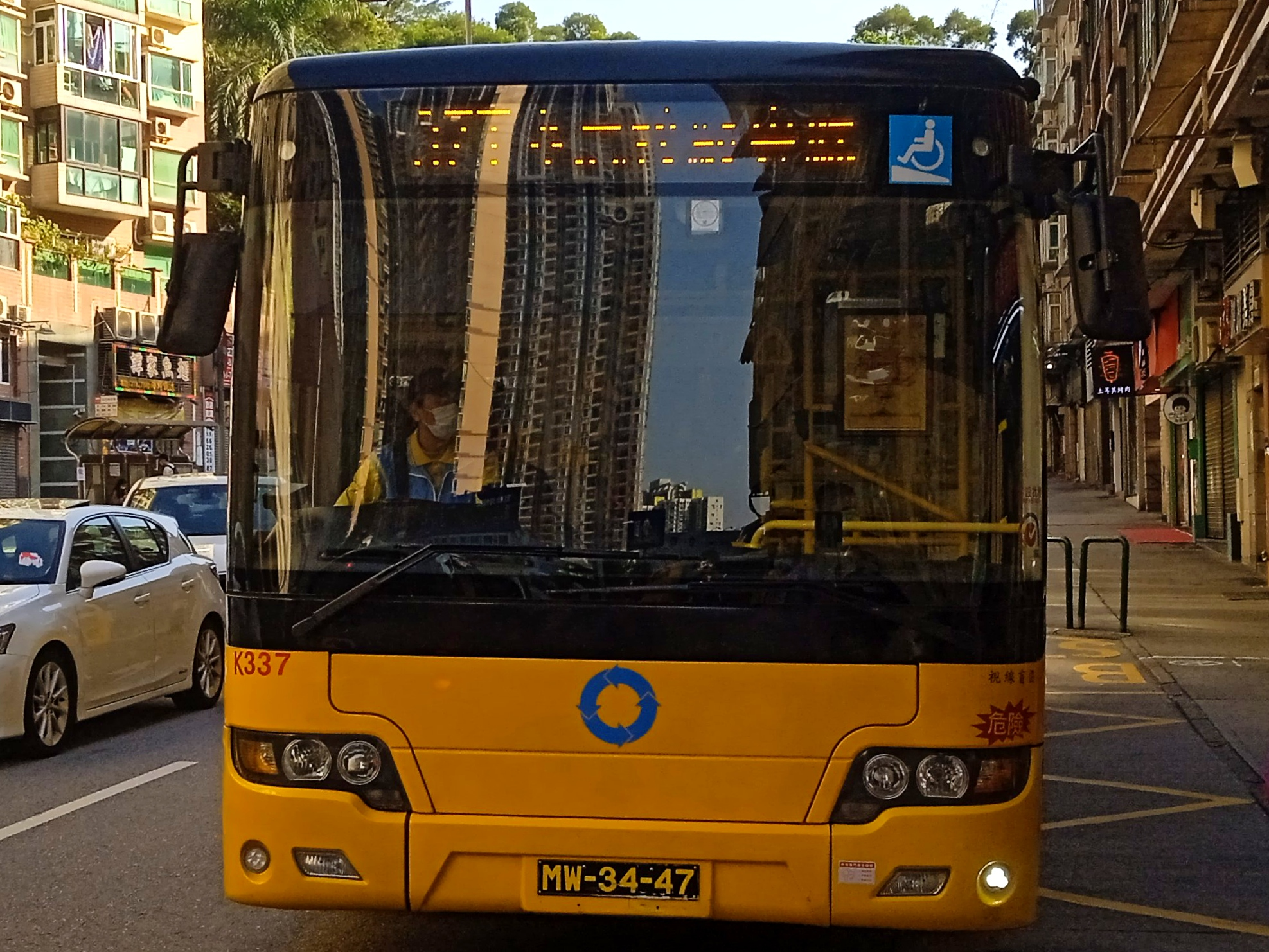
蘇州金龍KLQ6108GQ28E4
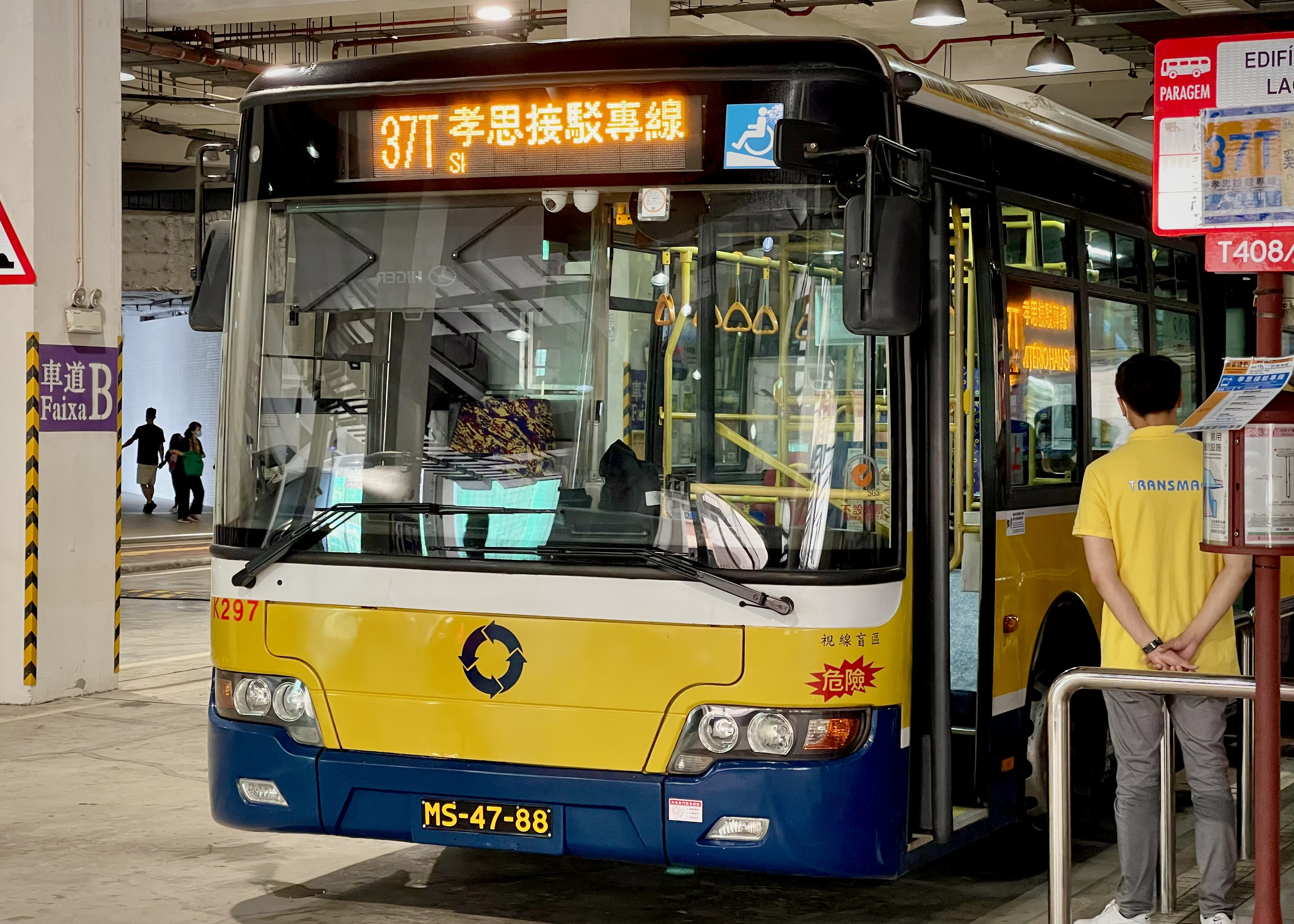
蘇州金龍KLQ6108GQ28E4
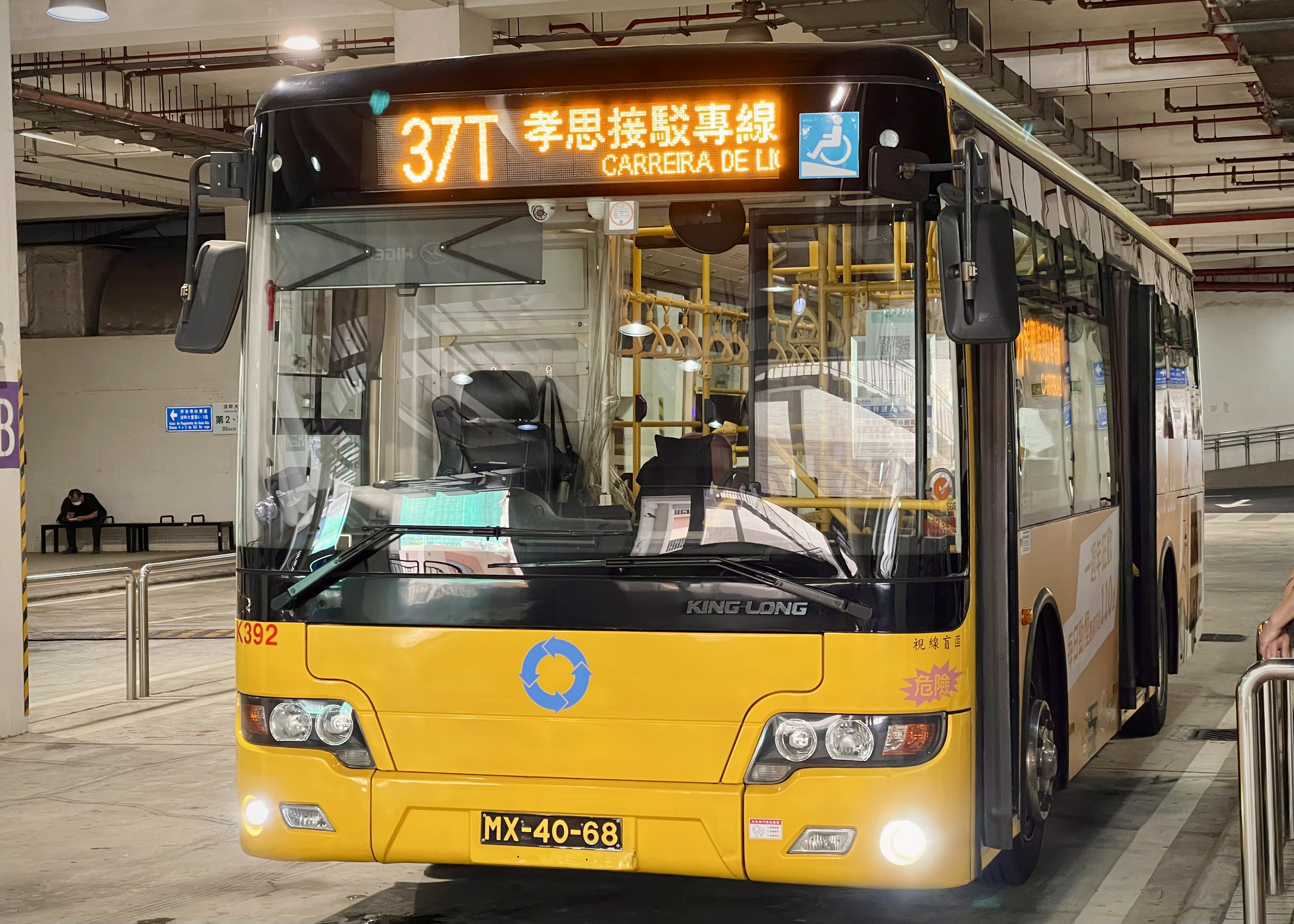
蘇州金龍KLQ6960GQE5
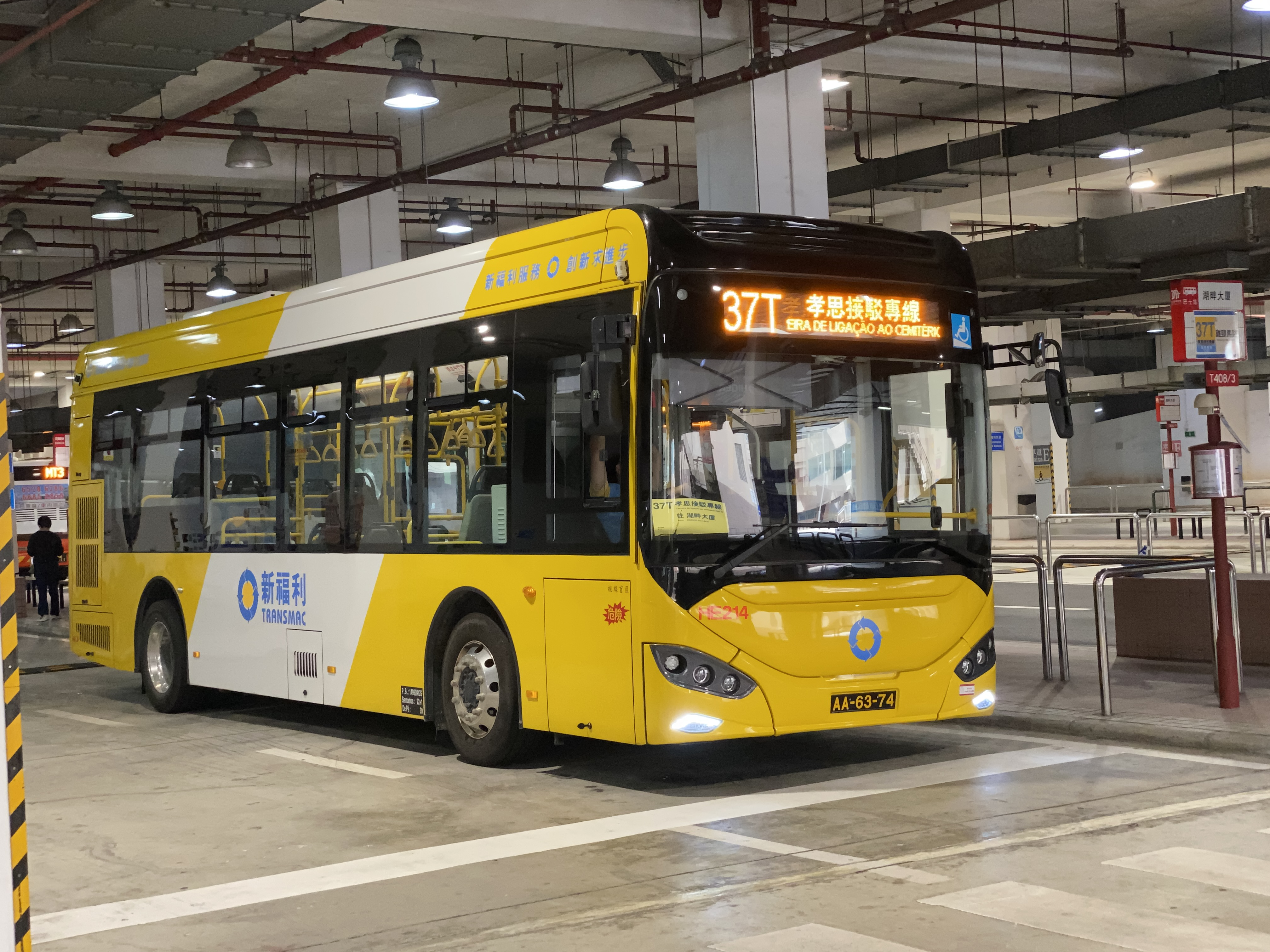
蘇州金龍KLQ6106GHEV
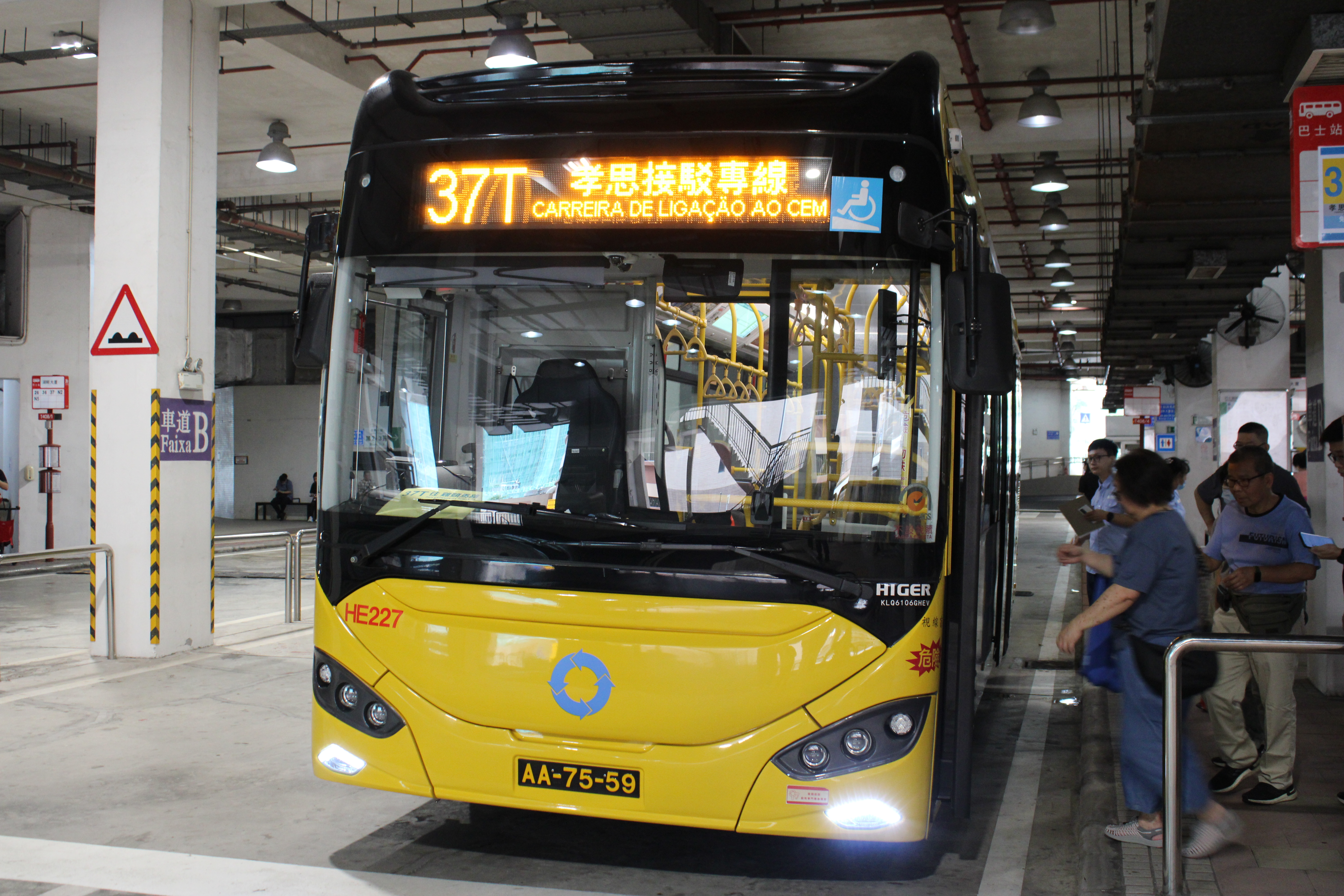
蘇州金龍KLQ6106GHEV
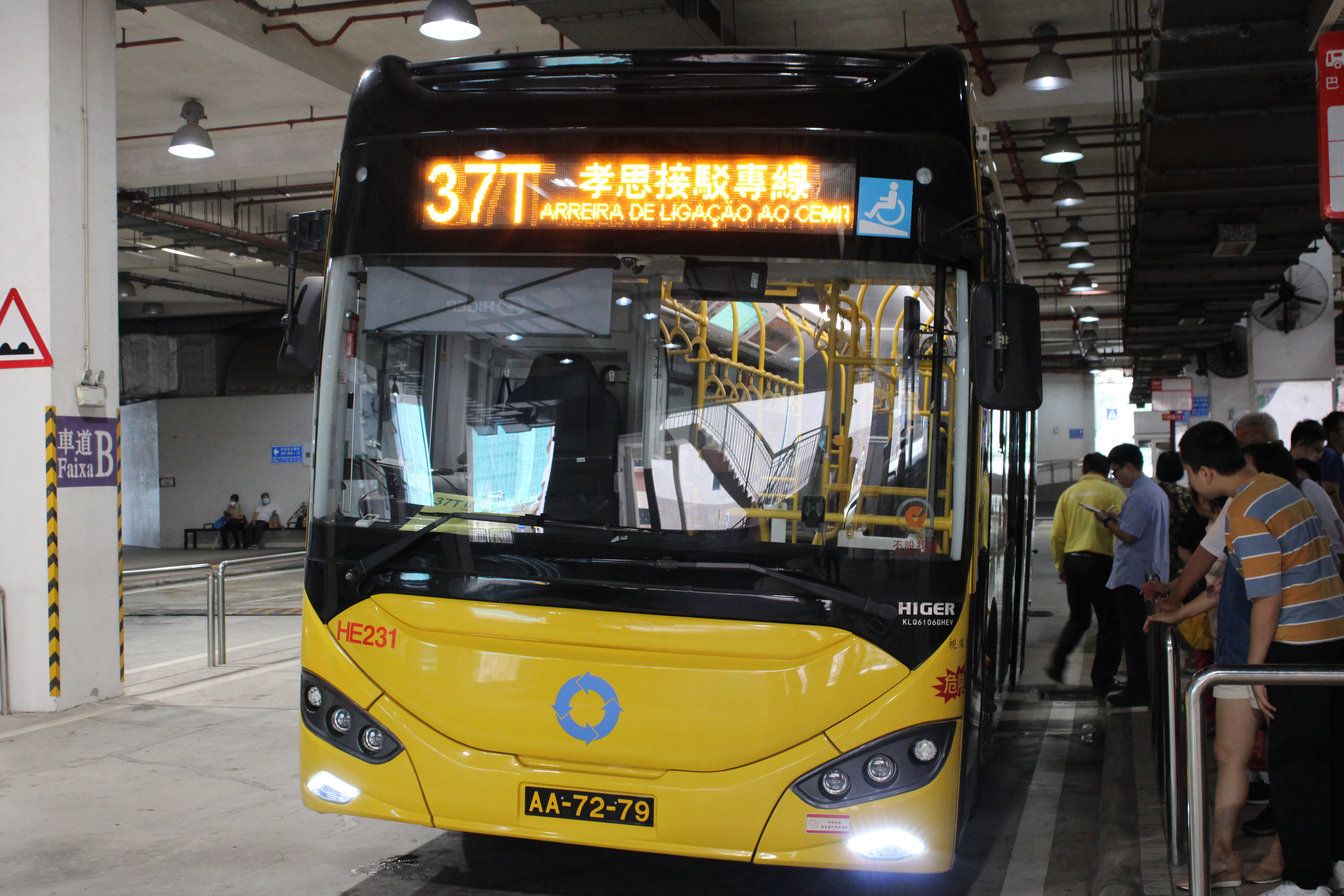
蘇州金龍KLQ6106GHEV
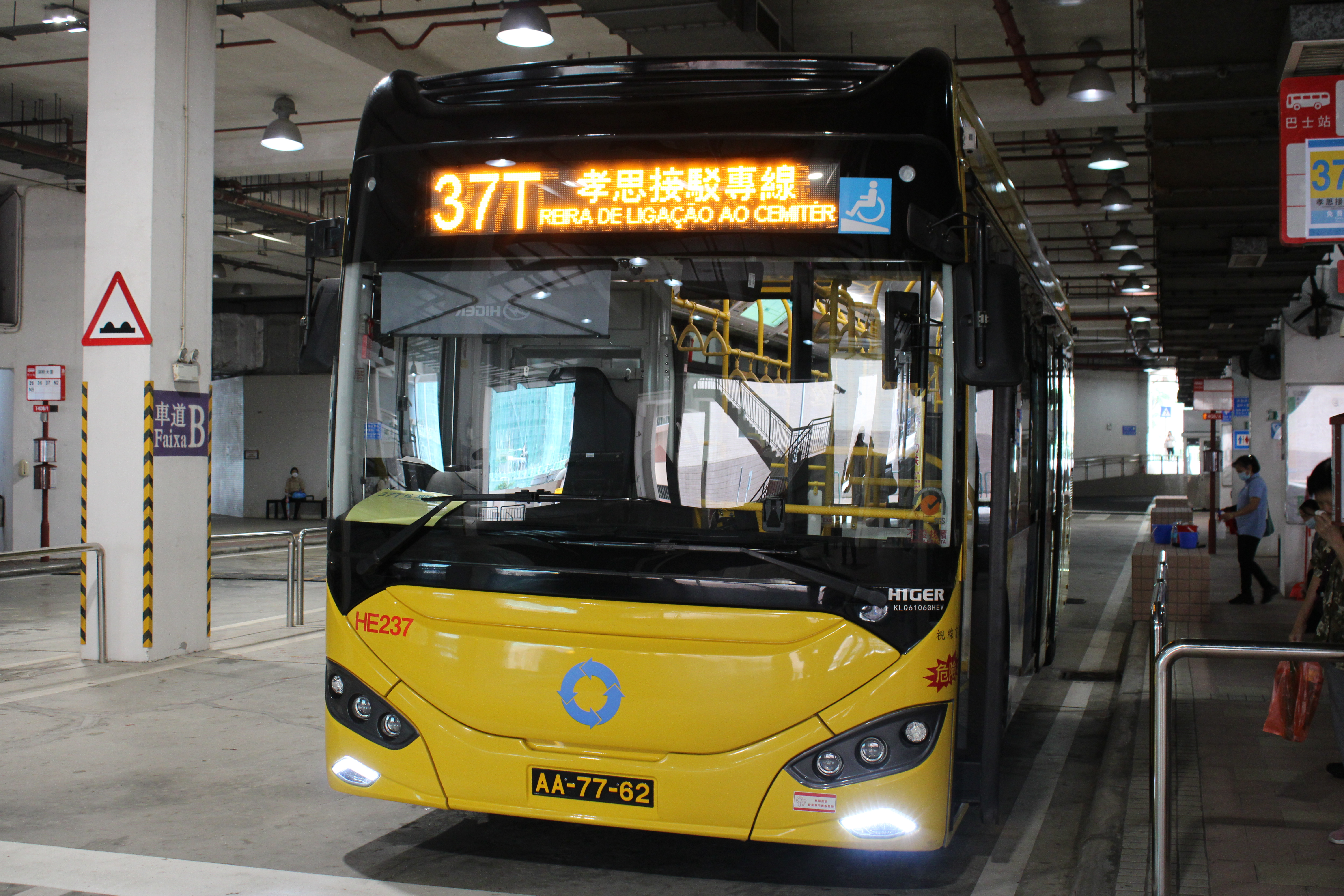
蘇州金龍KLQ6106GHEV
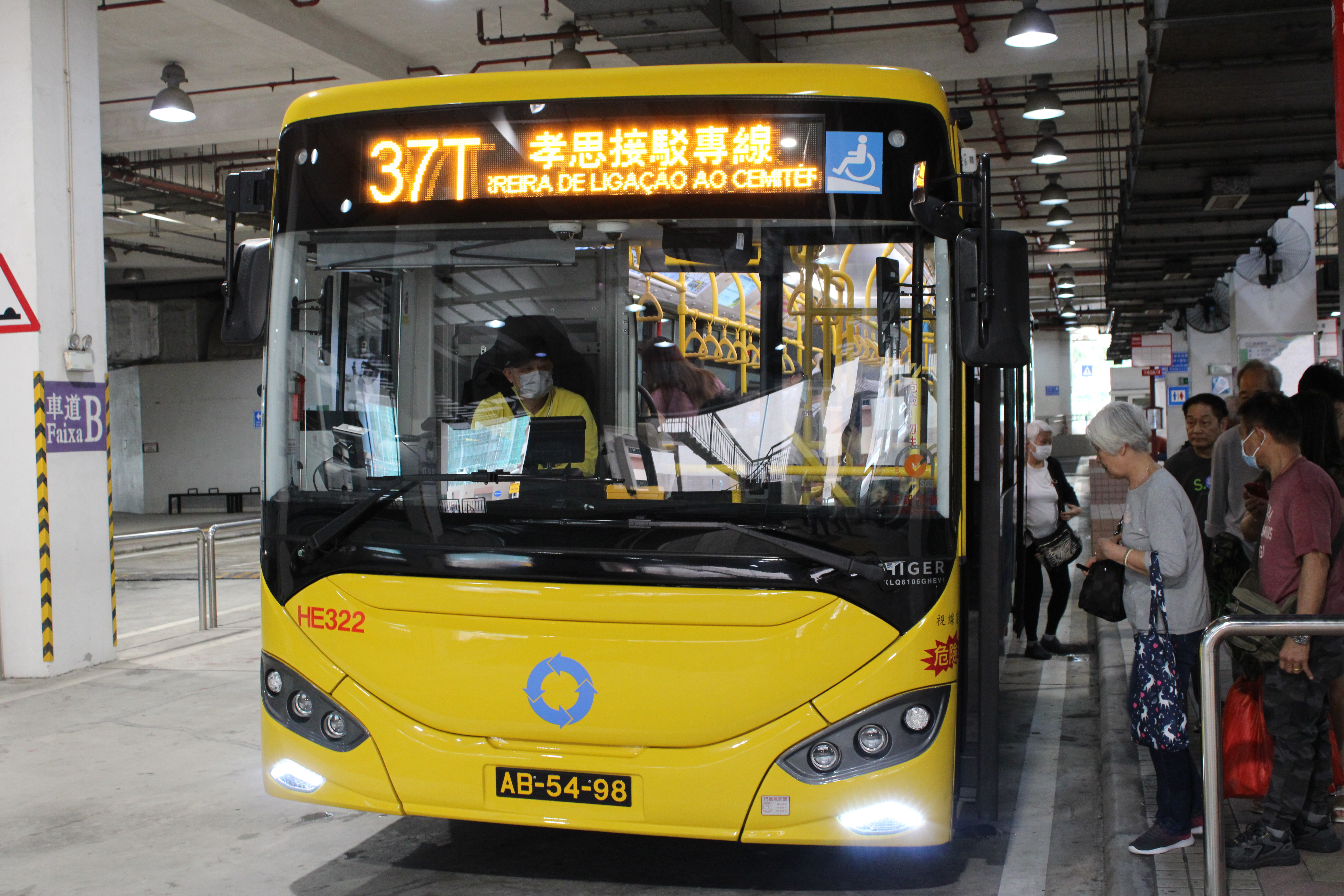
蘇州金龍KLQ6106GHEV1
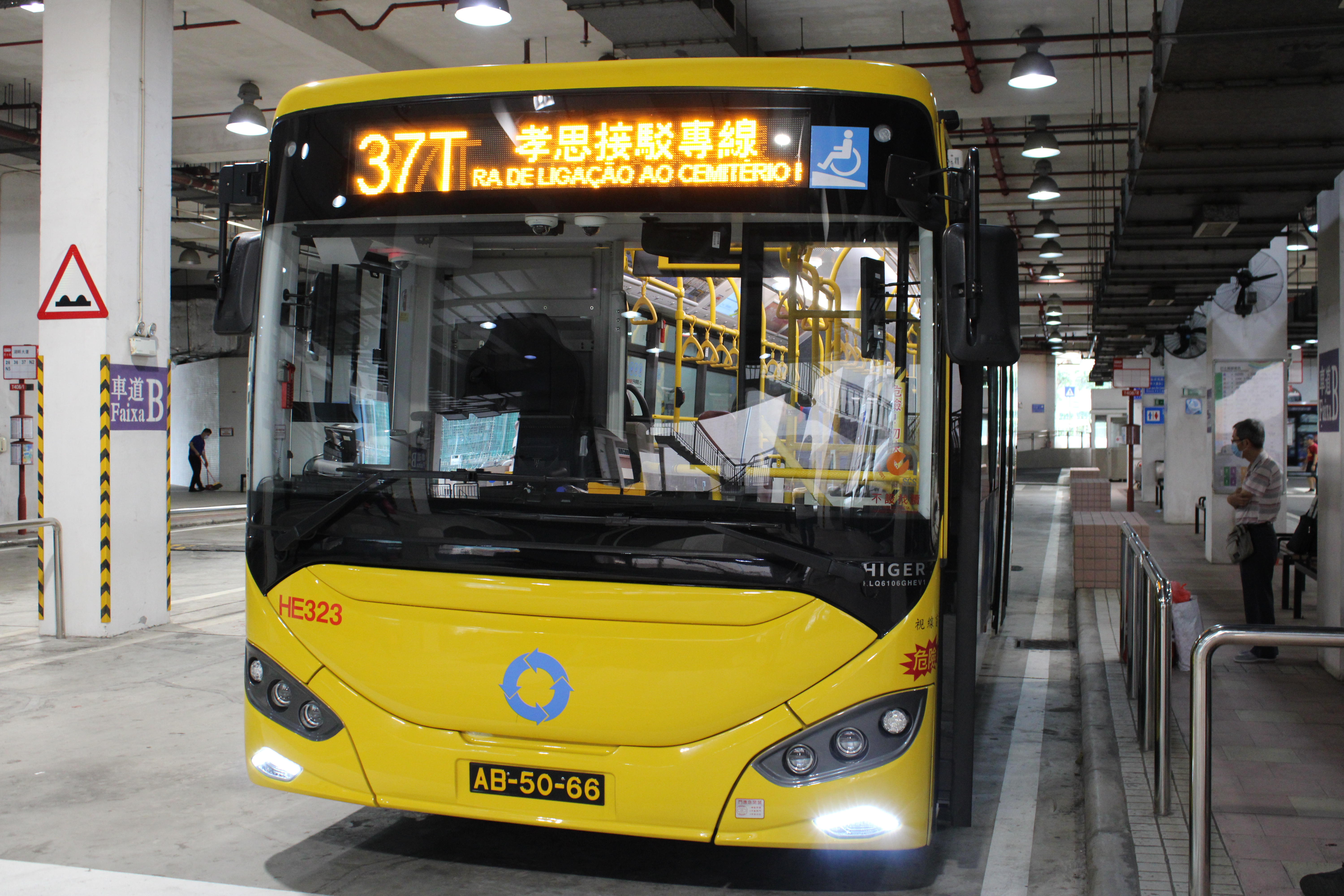
蘇州金龍KLQ6106GHEV1
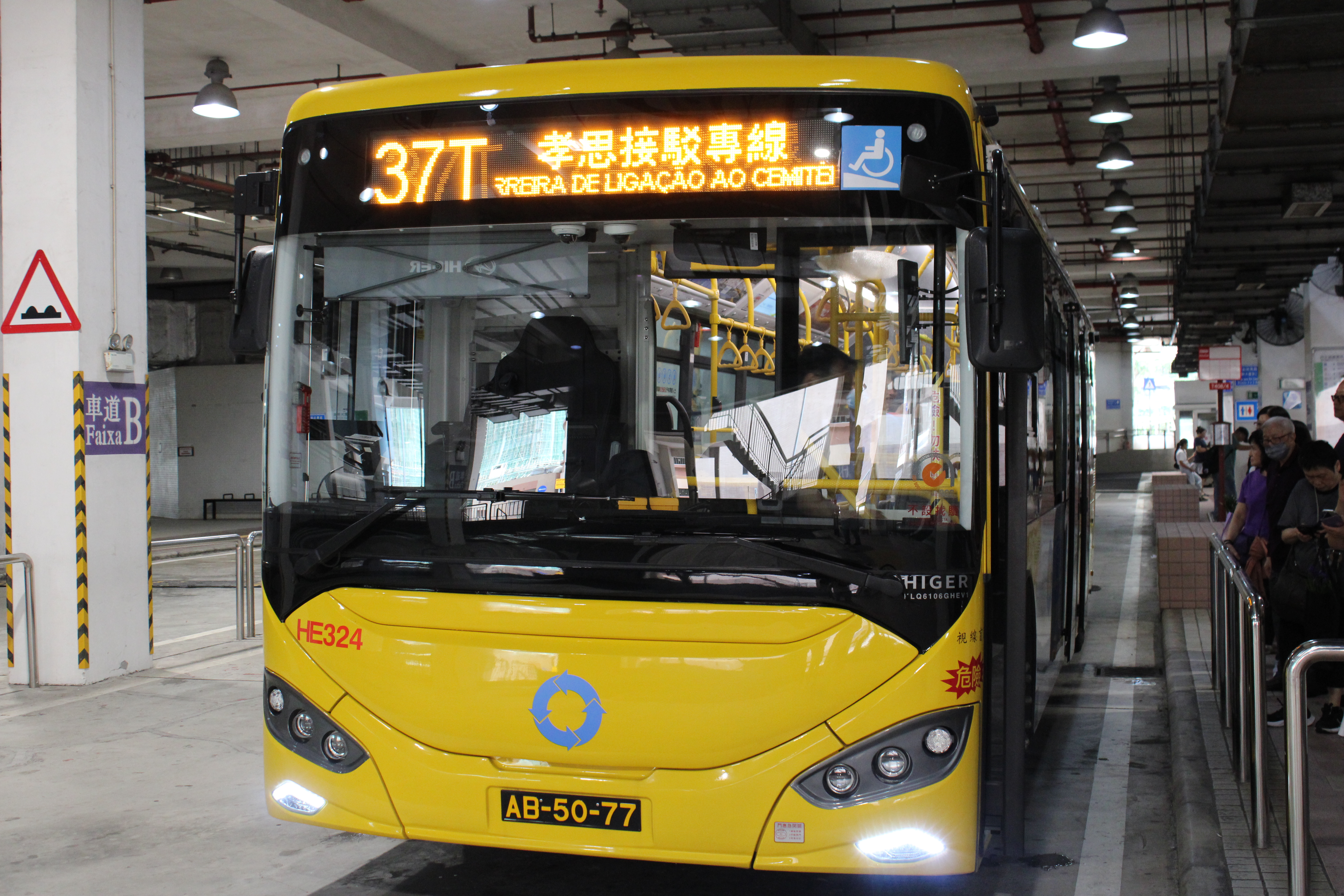
蘇州金龍KLQ6106GHEV1
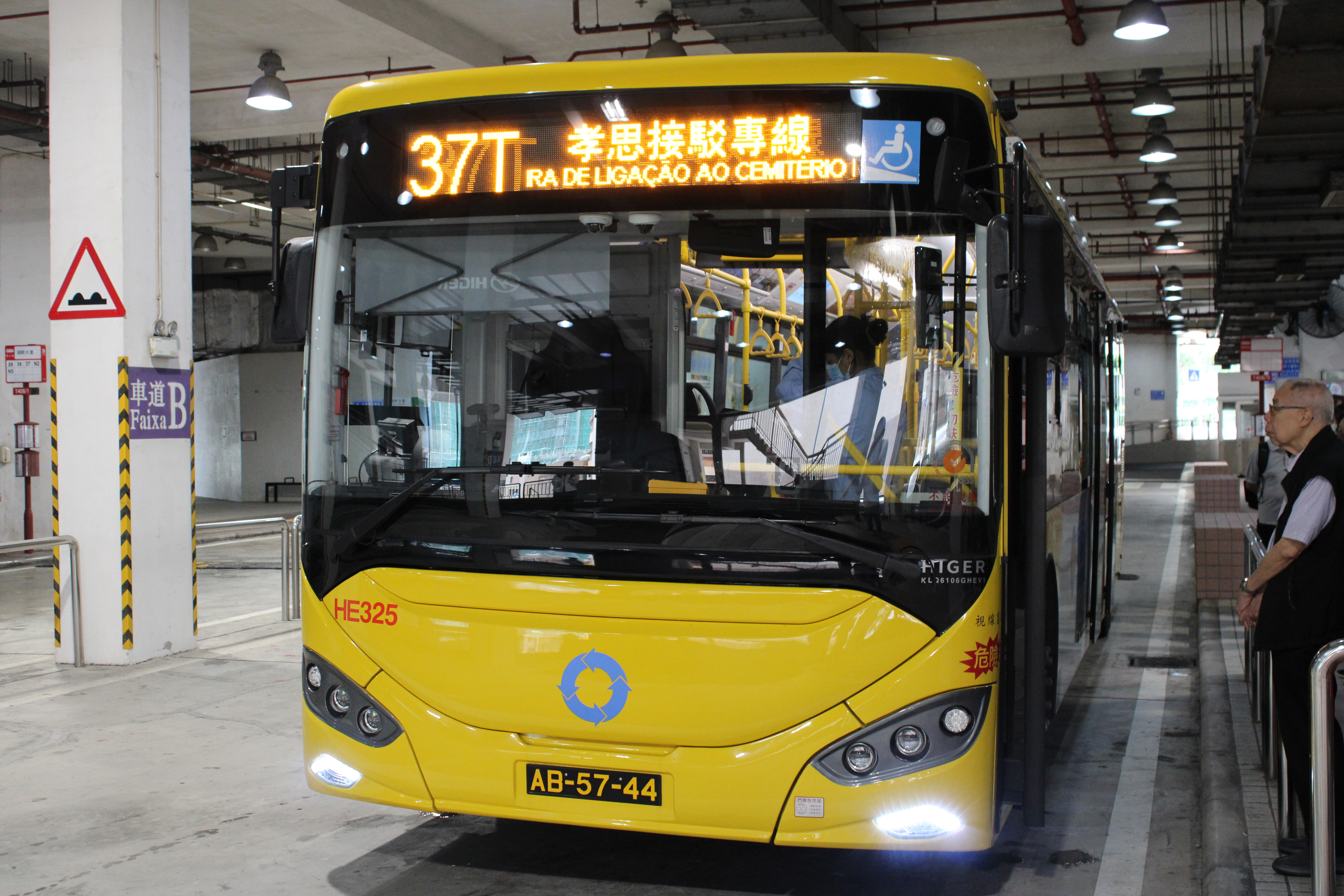
蘇州金龍KLQ6106GHEV1
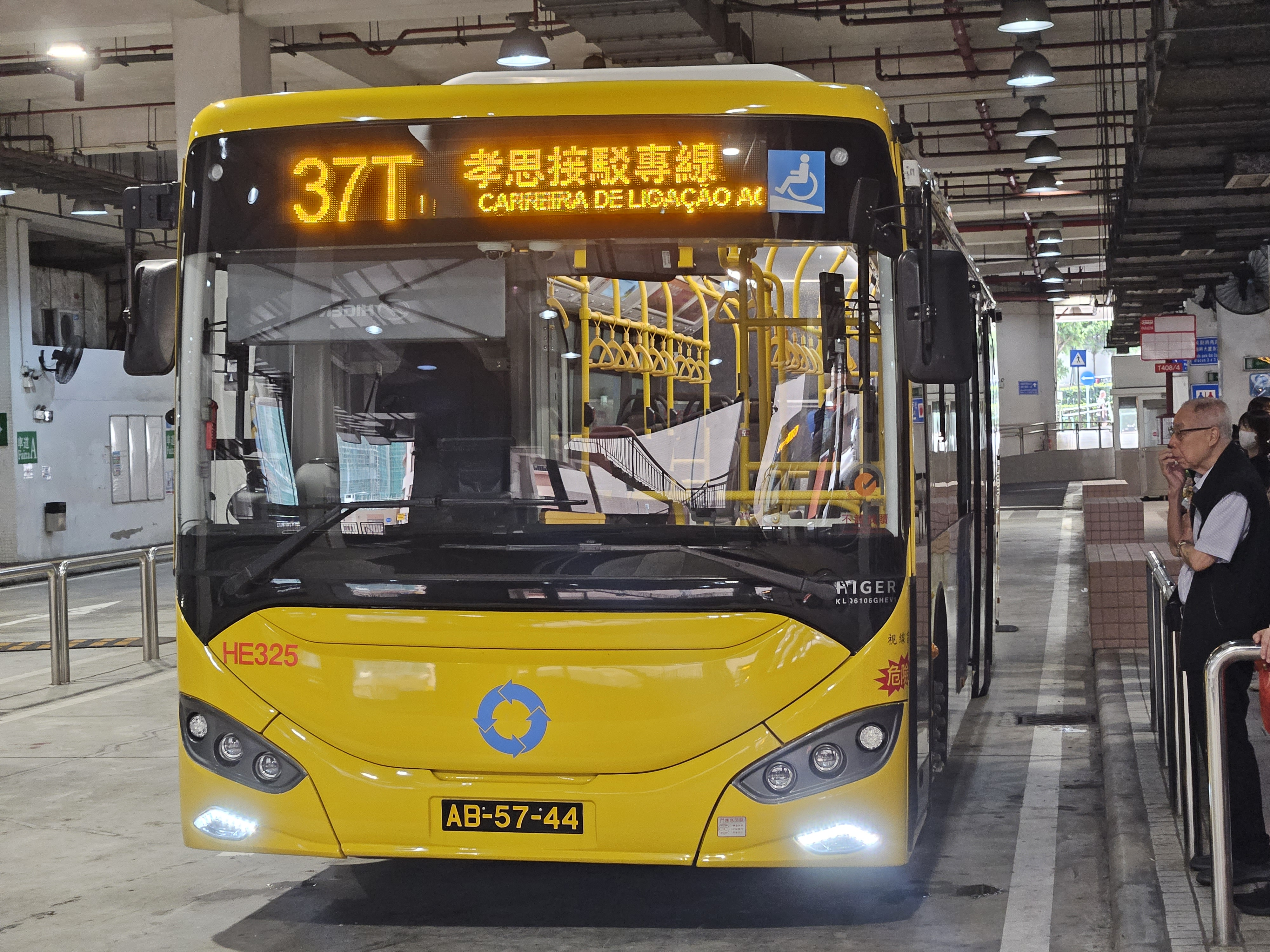
蘇州金龍KLQ6106GHEV1
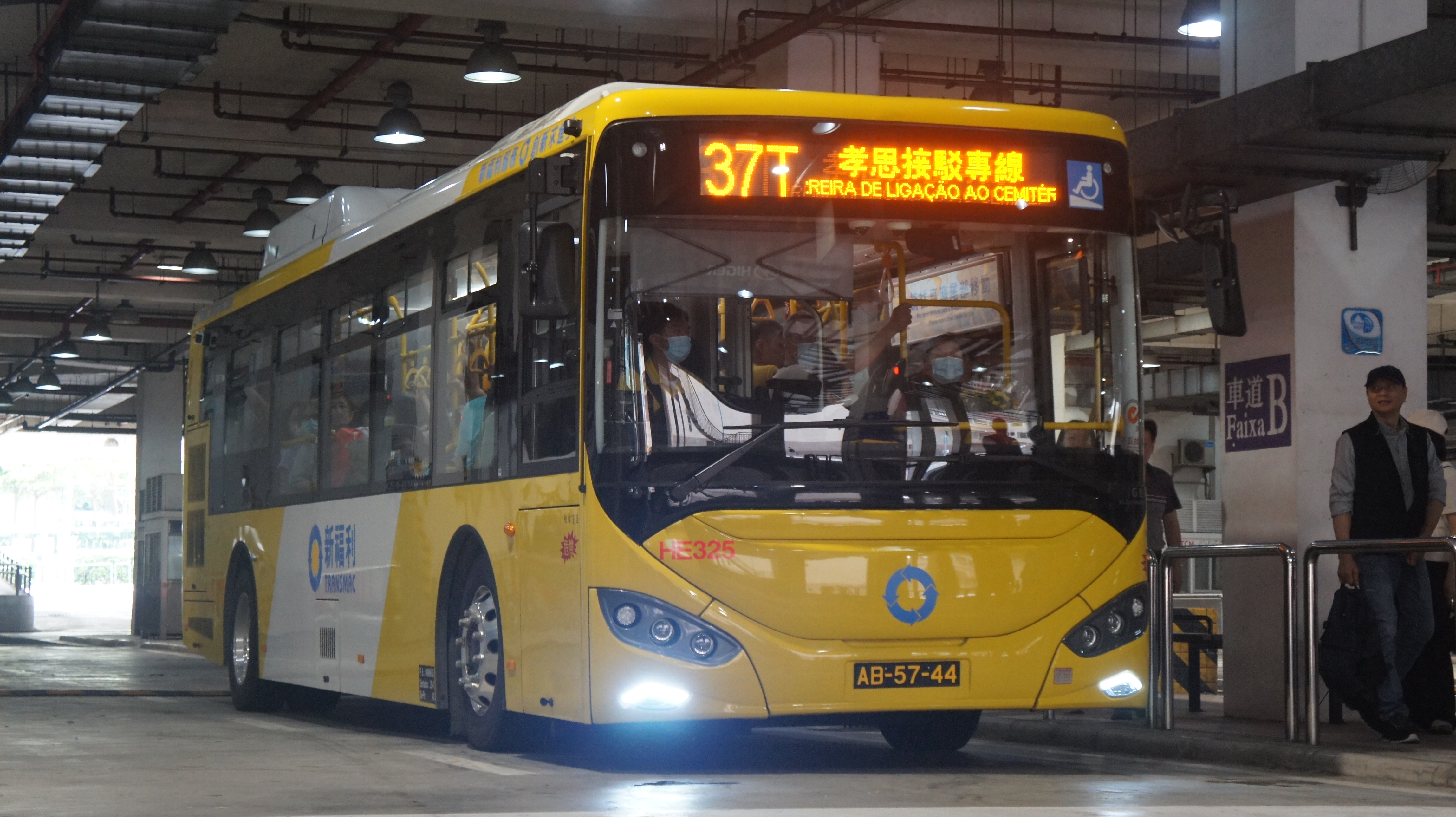
蘇州金龍KLQ6106GHEV1
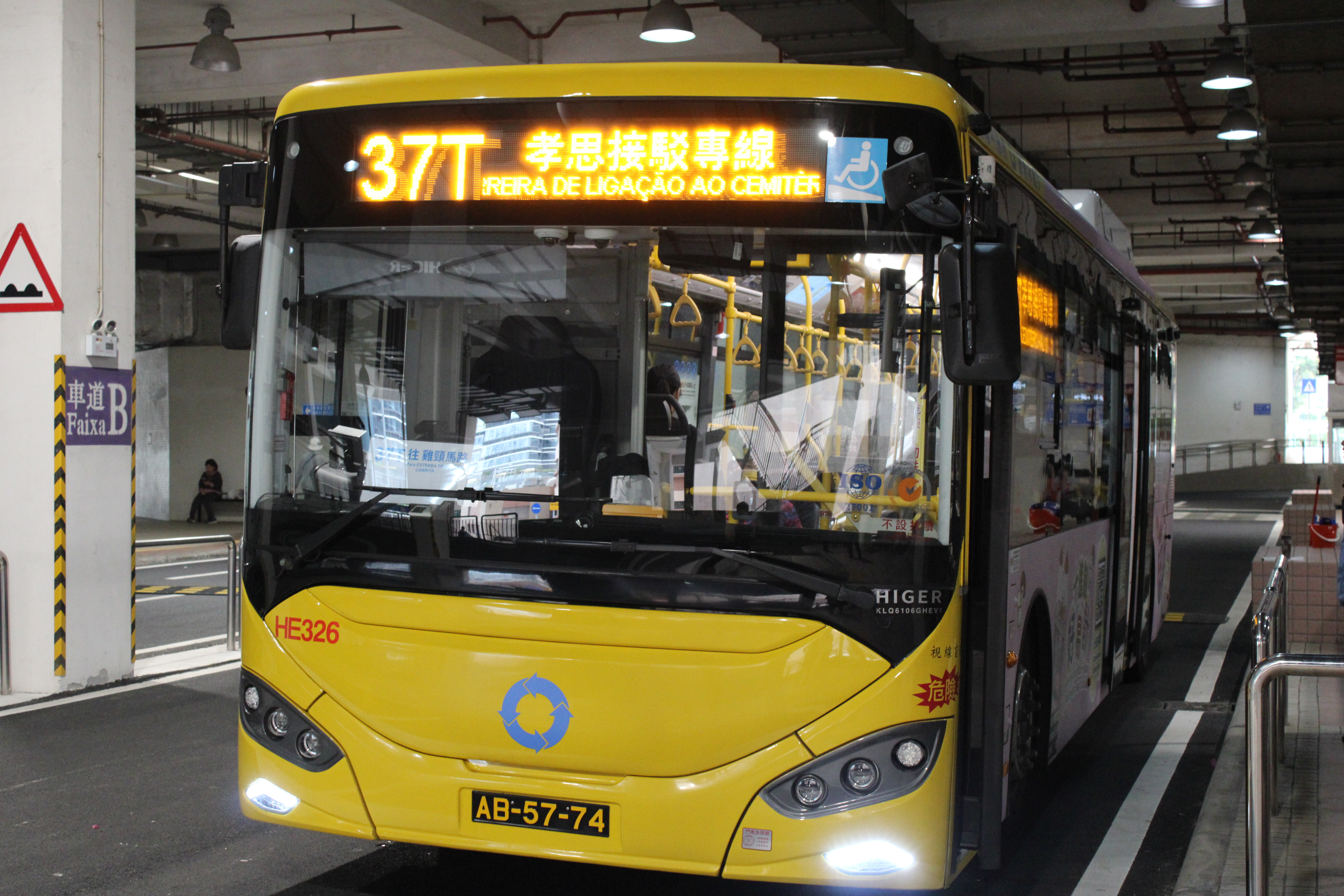
蘇州金龍KLQ6106GHEV1
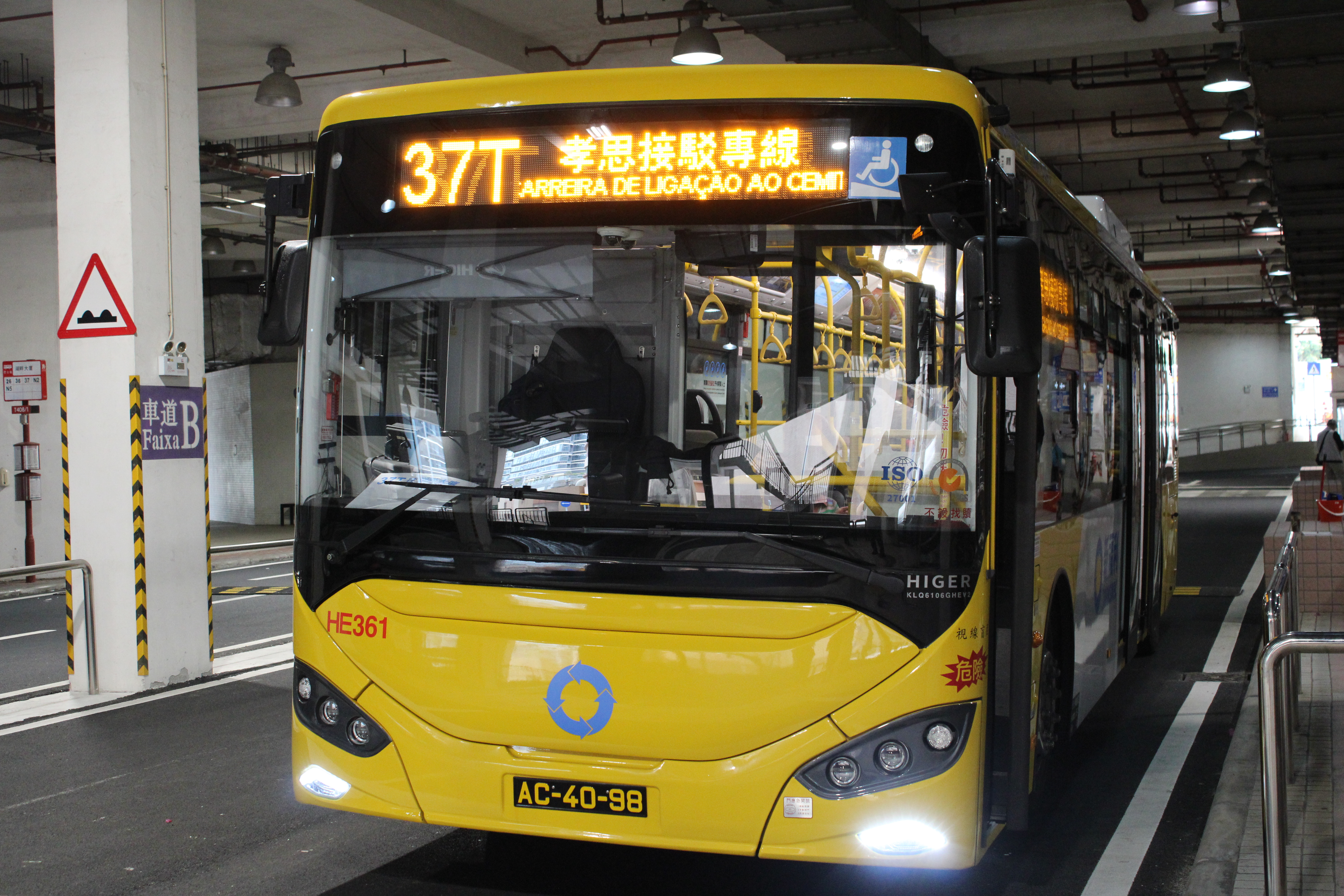
蘇州金龍KLQ6106GHEV2
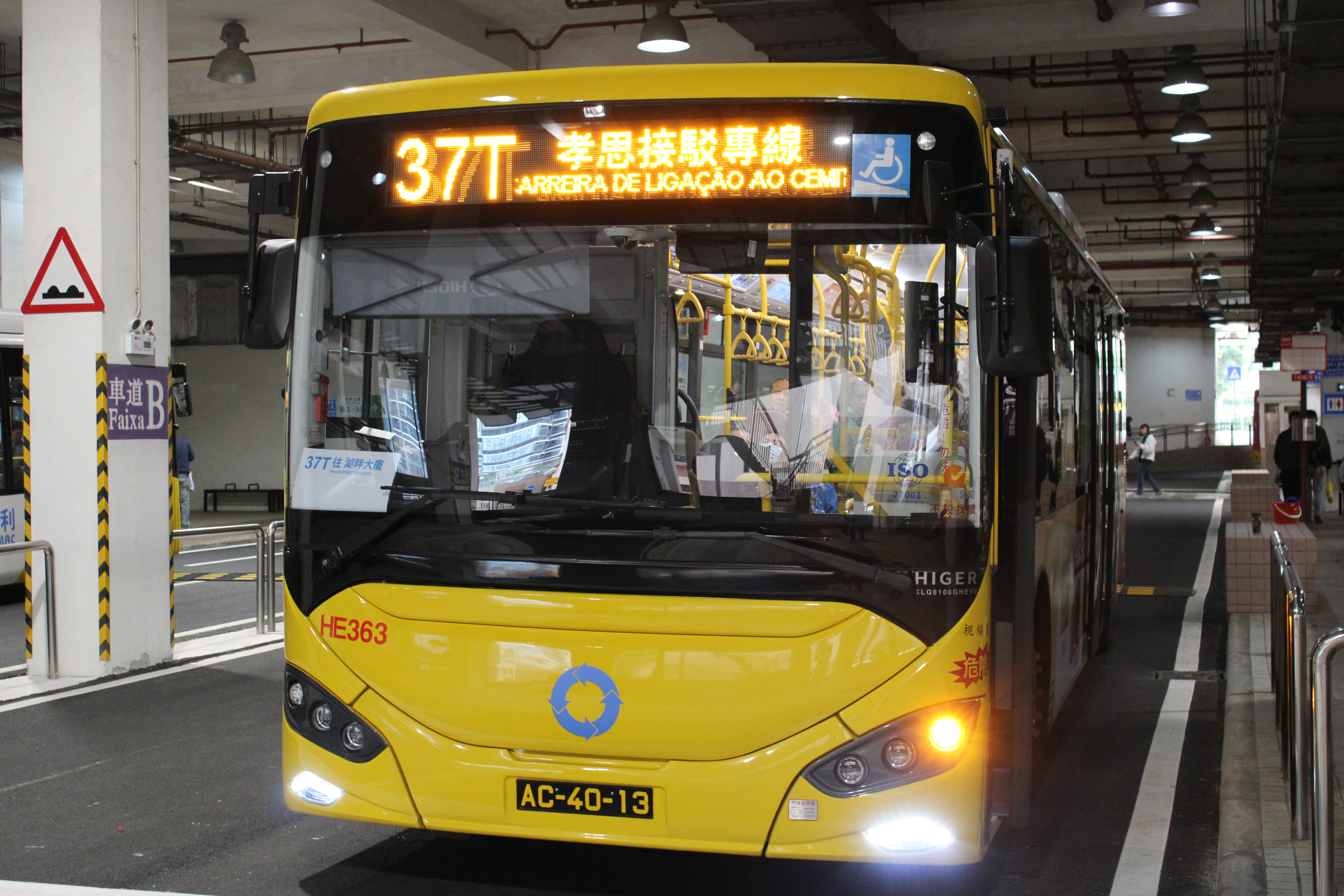
蘇州金龍KLQ6106GHEV2

## 外部連結
- 澳門新福利公共汽車有限公司（官方網站） （页面存档备份，存于）